# Isernia La Pineta
Isernia La Pineta è un sito archeologico del Paleolitico risalente a circa 700 000 anni fa, scoperto casualmente e quindi indigato a partire dal 1979 presso la località La Pineta nei pressi di Isernia in Molise.

## Scoperta
Il sito è stato scoperto casualmente durante la costruzione di una bretella della Strada Statale 85 per dirottare il traffico all'esterno della città di Isernia nel luglio 1978.

## Descrizione
Il sito conserva un giacimento risalente al Paleolitico che ha restituito abbondante materiale sia archeologico che paleontologico ed è considerato di grande importanza per la ricostruzione dei primi popolamenti dell'uomo in Europa.
Il giacimento comprende quattro fasi di occupazione, sigillate da depositi alluvionali o depositi di cenere vulcanica, relative ad accampamenti umani datati a circa 700.000 anni fa. I rinvenimenti occupano un'area di circa 30.000 m² e comprendono numerosi manufatti in selce, spessi e di piccole dimensioni.

### Fauna
I resti faunistici sono molto abbondanti e appartengono a più specie. Il bisonte, l'elefante e il rinoceronte sono gli animali più frequenti, mentre meno frequenti sono l'orso, l'ippopotamo, il cinghiale, il daino e il megalocero. Nel sito sono stati trovati i resti di Panthera leo fossilis più antichi d'Europa, datati a più di 700.000 anni fa.
La setacciatura dei sedimenti ha permesso di raccogliere resti di microvertebrati, fra i quali, oltre a pochi resti di pesci, anfibi, rettili, fra cui tartarughe, e uccelli, vi sono i seguenti roditori: Clethrionomys, Pliomys episcopalis, Pliomys lenki, Microtus gruppo arvalis-agrestis, Microtus brecciensis, Pitymys, Arvicola mosbachensis
Il giacimento è ritenuto un caposaldo della cronostratigrafia a causa della presenza di micromammiferi e dei mezzi necessari per datare l'associazione faunistica.
Inoltre i ritrovamenti permettono di ipotizzare l'ambiente in cui venivano costituiti gli accampamenti e gli spostamenti degli stessi nelle varie stagioni.

### Flora
Le aree si dividevano in zone ampie caratterizzate da pochi alberi e diverse zone umide con vegetazione più fitta e aree di foresta rada o più fitta in cui venivano accolte varie specie di alberi: la quercia (Quercus), il pino (Pinus), la betulla (Betula), il faggio (Fagus), il carpino (Carpinus betulus), il frassino (Fraxinus), il noce (Juglans), il castagno (Castanea).

### Dentino
Nel 2014, nell'area di scavo, è stato ritrovato un dente da latte (precisamente primo incisivo superiore sinistro da latte) di un bambino di circa 6-7 anni risalente a 583 000 anni fa ed è grande circa 7 millimetri. La notizia è stata divulgata l'8 luglio 2014, al termine delle prime indagini, ma il rinvenimento risaliva a due mesi prima. È, ad oggi, il reperto di bambino più antico d'Italia e, oltre ad essere un reperto di importanza eccezionale, fornisce una testimonianza ancor più certa del passaggio dell'uomo in quell'area. Il reperto è stato attribuito ad un individuo della specie Homo heidelbergensis.

## Ambiente e società
Il clima caratteristico si divideva in due stagioni: una lunga e secca ed un'altra più breve con abbondanti precipitazioni. L'area era sottoposta alle piene del fiume Carpino le cui acque crescevano durante la stagione umida, inondando le zone limitrofe e ricoprendole di sabbia e fango.
I ritrovamenti archeologici informano sulle modalità di produzione degli strumenti litici, sulle attività di caccia e macellazione degli animali. L'organizzazione degli spazi abitativi rivela una società con una precisa divisione dei compiti su basi sessuali: le donne e i bambini si occupavano della raccolta di erbe, radici e frutti selvatici, mentre gli uomini si occupavano della caccia.
In base al ritrovamento di chiazze di argilla rossastra e di ossa che, a seguito di analisi, sono risultate essere state esposte a fonti di calore, si ipotizza che fosse conosciuto l'uso del fuoco.

## Accampamento
Le conche in roccia calcarea, all'interno degli spazi paludosi, erano utilizzate come rifugi dai cacciatori dopo le battute di caccia.
Essi vi trasportavano le carcasse degli animali, le cui ossa venivano in parte gettate nell'acqua, in parte utilizzate per la fabbricazione di strumenti, impiegati per tagliare ed asportare pezzi di carne e in parte per la costruzione delle capanne.
Gli accampamenti erano temporanei, in quanto dipendevano dagli spostamenti stagionali degli animali. Venivano resi più accoglienti possibile attraverso il consolidamento del suolo paludoso e attraverso la realizzazione di pavimenti costituiti da ossa di animali e pietre.
Inizialmente le abitazioni erano semplicemente ripari naturali, a cui si aggiunsero capanne costruite con ossa di bisonte e di rinoceronte, zanne di elefante e fogliame. Le zanne di elefante erano impiegate in funzione di pilastri ed il fogliame per la costruzione del tetto.

## Industria litica
Le industrie litiche (industria litica) provenivano da due settori dell'area abitata, distanti circa 100 m: il primo ha restituito manufatti in selce e calcare, e il secondo in sola selce. Si trovano ai due lati della ferrovia che collega Isernia a Roma.
I manufatti si riferiscono a diverse epoche del paleolitico e questo rende probabile che la materia prima utilizzata per fabbricare gli strumenti si trovasse nei pressi dell'accampamento.

## Museo nazionale del Paleolitico
Presso il museo nazionale del paleolitico di Isernia (sito nel complesso di Santa Maria delle Monache) è presente una mostra permanente dell'antica archeosuperficie contenente molti reperti provenienti dal sito. Inoltre sono presenti ricostruzioni del paesaggio preistorico della zona e delle postazioni interattive contenenti tutte le informazioni sul sito stesso.